# Aníbal Ruiz
César Aníbal Ruiz Leites, (Salto, Uruguay, 30 de diciembre de 1942 - Veracruz, México, 10 de marzo de 2017) conocido como El «Maño» Ruiz, fue un futbolista y entrenador de fútbol uruguayo.

## Vida personal
Es hijo de Aníbal Ruiz y Laurinda Leites Nobre (1901-1996). Es el segundo de 7 hermanos, Juan José (fallecido en 2019), Miguel Ángel (fallecido), Nelson Antonio, Nancy María (fallecida en 2013) y Lucy María (fallecida). La hermana mayor Zully Laura falleció en 1947 de bebe, cuando el tenía apenas 5 años.
Estuvo casado con Clara Nenucha De Castro D'Alessandro, luego conoce a Gladys González con quien tuvo dos hijos Paul nacido en 1976 y Milton Aníbal nacido en 1978. Por último se casó con Marianela con quien tienen una hija llamada Clara nacida en 1982, la cual esta casada con Pablo Cuevas. El nombre de su hija no es casualidad, fue pedido por el para que llevara el nombre de su primera esposa.

## Trayectoria
Inició su carrera como futbolista en Salto, en Ferro Carril FC e integró la selección salteña de fútbol. En Montevideo jugó en el Danubio FC, Sud America, Montevideo Wanderers y Miramar Misiones. Jugó en clubes del fútbol profesional de Colombia, Ecuador, Venezuela, Perú y Costa Rica, retirándose en 1976 en Miramar Misiones. 
Fue un técnico obsesionado con la táctica, el equilibrio y los detalles en el campo; un apasionado de los jugadores con talento, aferrado a estrategias edificadas desde la línea de defensiva, por lo que le gustaba que sus equipos tengan ese equilibrio táctico fundamental para poder ser sólidos en defensa y efectivos en la ofensiva. 
Comenzó su carrera de entrenador como ayudante técnico en Nacional de Uruguay. Dirigió equipos de su país, así como de otros países: Colombia, México, Perú y Guatemala y las selecciones de fútbol de El Salvador (1992) y Paraguay (2002-06).
En 2005, fue elegido por la prensa especializada de Sudamérica como Director Técnico Sudamericano del año, por una encuesta anual que realiza el diario "El País" de Uruguay.
En el Mundial de Alemania 2006, Ruiz dirigió al seleccionado de Paraguay que quedó eliminado en la primera fase del certamen, recibiendo fuertes críticas en el país guaraní por no acceder a la segunda fase.
A partir del 30 de agosto de 2008, el "Maño" tomó la dirección técnica del club Deportivo Cúcuta de Colombia.
En 2010, es designado el nuevo técnico de la Universidad de San Martín.
En 2012 tuvo un breve paso por León de Huánuco antes de volver a Los Santos en el 2013 para concluir su aventura en el fútbol peruano, emprendiendo viaje a Guatemala donde dirigió al Municipal, el que serñia su último club.

## Clubes

### Como Jugador
| Club                 | País       | Año       |
| -------------------- | ---------- | --------- |
| Danubio FC           | Uruguay    | 1962-1963 |
| Sud América          | Uruguay    | 1964-1966 |
| Cúcuta Deportivo     | Colombia   | 1966-1968 |
| Anzoátegui FC        | Venezuela  | 1969-1970 |
| Montevideo Wanderers | Uruguay    | 1971      |
| Unión Tumán          | Perú       | 1971      |
| Montevideo Wanderers | Uruguay    | 1972-1974 |
| A. D. Ramonense      | Costa Rica | 1975      |
| Miramar Misiones     | Uruguay    | 1976      |

### Como asistente técnico
| Club              | País      | Año  |
| ----------------- | --------- | ---- |
| Nacional          | Uruguay   | 1976 |
| Danubio FC        | Uruguay   | 1977 |
| Defensor Sporting | Uruguay   | 1978 |
| Olimpia           | Paraguay  | 1979 |
| Newell's Old Boys | Argentina | 1980 |
| Peñarol           | Uruguay   | 1981 |
| Olimpia           | Paraguay  | 1982 |
| Atlético Nacional | Colombia  | 1983 |
| River Plate       | Argentina | 1984 |
| Toluca            | México    | 2015 |
| Chiapas           | México    | 2016 |
| Puebla            | México    | 2017 |

### Como entrenador principal

#### Clubes
| Club                         | País      | Año       |
| ---------------------------- | --------- | --------- |
| Olimpia                      | Paraguay  | 1985      |
| Atlético Nacional            | Colombia  | 1986      |
| Olimpia                      | Paraguay  | 1987      |
| Montevideo Wanderers         | Uruguay   | 1988      |
| Necaxa                       | México    | 1989-1990 |
| Deportivo Quito              | Ecuador   | 1991      |
| Olimpia                      | Paraguay  | 1991      |
| Leones Negros de la U. de G. | México    | 1992-1993 |
| Veracruz                     | México    | 1993-1995 |
| Puebla                       | México    | 1996-1997 |
| León                         | México    | 1998      |
| Correcaminos de la UAT       | México    | 1998-2000 |
| Guaraní                      | Paraguay  | 2000-2001 |
| Olimpia                      | Paraguay  | 2001      |
| Veracruz                     | México    | 2007      |
| Emelec                       | Ecuador   | 2008      |
| Cúcuta Deportivo             | Colombia  | 2008      |
| Universidad de San Martín    | Perú      | 2010-2011 |
| León de Huánuco              | Perú      | 2012      |
| Universidad de San Martín    | Perú      | 2013      |
| CSD Municipal                | Guatemala | 2014      |

#### Selecciones
| Selección                | Año       |
| ------------------------ | --------- |
| Selección de El Salvador | 1992      |
| Selección de Paraguay    | 2002-2006 |

## Palmarés

### Campeonatos nacionales
| Título           | Club                      | País     | Año  |
| ---------------- | ------------------------- | -------- | ---- |
| Primera División | Olimpia                   | Paraguay | 1985 |
| Primera División | Universidad de San Martín | Perú     | 2010 |

### Distinciones individuales
| Distinción                            | Equipo                | Año  |
| ------------------------------------- | --------------------- | ---- |
| Director Técnico Sudamericano del año | Selección de Paraguay | 2005 |

## Fallecimiento
El 10 de marzo de 2017 formando parte del Cuerpo Técnico de José Saturnino Cardozo en el Puebla, siendo las 19:30 h salió junto con los jugadores al reconocimiento de la cancha del Estadio "Luis "Pirata" De la Fuente" en Veracruz, México. Aníbal se desvaneció y recibió la atención inicial del cuerpo médico del equipo poblano así como del cuadro jarocho. Fue trasladado en ambulancia al hospital en donde se confirmó como causa de fallecimiento infarto agudo del miocardio. Todo esto sucedió previo al encuentro programado entre los Camoteros del Puebla y los Tiburones Rojos de Veracruz, el cual fue suspendido por paro laboral de los árbitros de la Liga Mx.